# Bogišići
Bogišići (cyr. Богишићи) – wieś w Czarnogórze, w gminie Tivat. W 2011 roku liczyła 187 mieszkańców.